# L'Abergement-Clémenciat
L'Abergement-Clémenciat je francouzská obec v departementu Ain v regionu Auvergne-Rhône-Alpes. Obec vznikla sloučením L'Abergementu a Clémenciatu v roce 1857.

## Geografie
Obec se nachází mezi Bresse a Dombes v nadmořské výšce mezi 206 až 272 metry, 5,5 km od obce Châtillon-sur-Chalaronne a 11 km od Thoissey. Nachází se v blízkosti středně velkých obcí, jako je Belleville (20,5 km), Mâcon (24 km), Bourg-en-Bresse (26,5 km) a Villefranche-sur-Saône. Nejbližšími velkými městy jsou Lyon a Ženeva.
Obec leží při řece Chalaronne.

## Demografie
Počet obyvatel:

## Historie
První zmínka o Clémenciatu pochází z roku 957, kdy byla ves nazývána Clemenciacense; o L'Abergementu se prameny zmiňují až v roce 1304 pod názvem Albergamentum. Vesnice  byly v té době majetkem rodu Chabeů.
V předvečer francouzské revoluce byly obce majetkem Florenta-Alexandre-Melchiora de La Baume, markýza de Saint-Martin, popraveného gilotinou v Paříži roku 1794.
10. června 1857 spojením L'Abergementu, Clémenciatu a části bývalé vsi Fleurieux vznikla nynější obec. Jejím prvním starostou se stal Antoine-Élisée Munet.

## Školství
V obci se nachází mateřská a trojtřídní škola.

## Pamětihodnosti
- zámek postavený v roce 1700 a přestavěný v 19. století
- kostel, postavený pod dohledem pařížského architekta Buleaua a vysvěcený roku 1868